# Solanum concarense
Solanum concarense là loài thực vật có hoa trong họ Cà. Loài này được Hunz. miêu tả khoa học đầu tiên năm 1989.